# Henri Cadot
Pour les articles homonymes, voir Cadot.
Henri Cadot est un syndicaliste et homme politique français né le 22 avril 1864 au Quesnoy-en-Artois (Pas-de-Calais) et mort le 13 décembre 1947 à Bruay-en-Artois.

## Biographie
Mineur dès son plus jeune âge, chargé de famille dès l'âge de 12 ans, il cofonde en 1889 le syndicat des mineurs du Pas-de-Calais, dont il est vice-président en 1892. En 1893, il devient aussi directeur politique du journal La Tribune, organe du syndicat.
Son engagement syndical lui vaut, cette même année, d'être licencié. Il vit alors misérablement à Labuissière tout en continuant de militer et de se présenter, en vain, comme candidat socialiste à diverses élections locales.
En 1899, il adhère au Parti ouvrier français. 
Après trois échecs en 1902, 1906 et 1910, il est élu député du Pas-de-Calais en 1914. 
Réélu au scrutin de liste en 1919, deuxième sur la liste SFIO menée par Emile Basly, Cette même année, il devient maire de Bruay-en-Artois, mandat qu'il conserve jusqu'en 1944.
Il siège à la Chambre des députés jusqu'à son élection, de justesse, au Sénat en 1931. 
Il ne cesse pas cependant son activité syndicale, devenant en 1928 président de son syndicat.
Battu aux sénatoriales de 1935, il est réélu député en 1936.
Il disparaît de la scène parlementaire en 1939, et ne participe pas au vote sur les pleins-pouvoirs à Philippe Pétain en 1940.
Bien qu'ayant conservé ses fonctions municipales pendant l'Occupation, il n'est pas inquiété à la Libération, reste membre du parti socialiste, et décide de lui-même de démissionner de ses fonctions de maire, à l'âge de 80 ans, en 1944.

## Sources
- « Henri Cadot », dans le Dictionnaire des parlementaires français (1889-1940), sous la direction de Jean Jolly, PUF, 1960 [détail de l’édition]
- Dictionnaire biographique du mouvement ouvrier français, notice de Justinien Raymond et Yves Maner
- Verdure Marc. La piscine municipale de Bruay-en-Artois et le socialisme municipal d'Henri Cadot. In: Livraisons d'histoire de l'architecture, n°14, 2e semestre 2007. Piscines. pp. 95-109